# Leandro Machado
Leandro Machado (Santo Amaro da Imperatriz, Brasil, 22 de març de 1976) és un futbolista brasiler, ja retirat.

## Carrera
Leandro es va iniciar en l'Avaí i posteriorment va passar a l'Sport Club Internacional, on va destacar com un jove golejador: va marcar 22 gols en 51 partits disputats entre 1994 i 1996. Eixes xifres van fer que el fitxara el València CF, però a la lliga espanyola no va triomfar. Una mica millor li van anar les coses a l'Sporting de Lisboa. Tot i això, no va tenir continuïtat a Portugal, i després d'una pèssima temporada al CD Tenerife, Leandro va tornar al seu país.
El 1999 es va incorporar al Flamengo i a partir d'eixe moment la seua carrera va començar a decaure, tot i que a nivell d'equip va assolir un bon nombre de títols. Des de l'any 2000 Leandro va passar per clubs del Brasil, Portugal de nou, Ucraïna, Paraguai, Mèxic i Corea del Sud, sense fer-se un lloc titular en cap d'ells.
Finalment, el 2008, mentre militava a l'Sport Club do Recife, les lesions el van obligar a penjar les botes.

## Selecció
Leandro va ser quatre vegades internacional amb la selecció de futbol del Brasil, durant 1996. Va marcar-hi un gol.

## Palmarès
Internacional
- Campionat gaúcho: 1994
- Copa Mercosur: 1996

Flamengo
- Taça Guanabara: 1999
- Campionat carioca: 1999, 2000 e 2001
- Copa Mercosur: 1999
- Copa Rio: 2000 e 2001
- Copa de campions: 2001

Dínamo Kyiv
- Copa d'Ucraïna: 2002
- Lliga d'Ucraïna: 2003

Santos
- Campionat brasiler de futbol: 2004

Ulsan Hyundai
- Lliga de Corea del Sud: 2005
- Supercopa de Corea del Sud: 2006
- Copa de Corea del Sud: 2007

Sport
- Campionat pernambucano: 2008
- Copa de Brasil: 2008